# Quimioquinesis
La quimioquinesis es la respuesta motriz de los organismos unicelulares, eucariotas o procariotas, a los productos químicos que causan que la célula haga algún tipo de cambio en su conducta migratoria o natativa. Los cambios implican un aumento o disminución de la velocidad, alteraciones de los caracteres de frecuencia o amplitud, y de la dirección.

Sin embargo, a diferencia de la quimiotaxis, tiene en general una característica, es al azar no vectorial. Debido a la serie de caracteres aleatorios, las técnicas dedicadas a evaluar la quimioquinesis son en parte diferentes a los métodos utilizados en la investigación quimiotaxis. Una de los más valiosas para medir quimioquinesis, es asistida por computador (véase, imagen J) un análisis checker-board (inspector a bordo), que proporciona datos sobre la migración de las células idénticas.